# تاكر سميث
تاكر سميث (بالإنجليزية: Tucker Smith)‏ هو ممثل أمريكي، ولد في 24 أبريل 1935 بفيلادلفيا في الولايات المتحدة، وتوفي في 22 ديسمبر 1988 بلوس أنجلوس في الولايات المتحدة.

## وصلات خارجية
- تاكر سميث على موقع IMDb (الإنجليزية)
- تاكر سميث على موقع ميتاكريتيك (الإنجليزية)
- تاكر سميث على موقع ميوزك برينز (الإنجليزية)
- تاكر سميث على موقع قاعدة بيانات برودواي على الإنترنت (الإنجليزية)
- تاكر سميث على موقع ديسكوغز (الإنجليزية)
- تاكر سميث على موقع قاعدة بيانات الفيلم (الإنجليزية)